# Priestfield Stadium
Das Priestfield Stadium (oder kurz Priestfield) ist ein Fußballstadion in Gillingham in der englischen Grafschaft Kent.  Es trug aufgrund einer Sponsorenvereinbarung von 2011 bis 2023 und seit 2024 offiziell wieder den Namen MEMS Priestfield Stadium.

## Geschichte
Es ist die Heimspielstätte des FC Gillingham seit dessen Gründung 1893. Des Weiteren wurden Frauen- und Jugendfußballspiele durchgeführt. Seit der Übernahme des Vereins durch den derzeitigen Vorstand Paul Scally 1995 kam es zu einem ausgedehnten Umbau, welcher das Gesicht des Stadions völlig veränderte. Seine Zuschauerkapazität reduzierte sich von nahezu 20.000 auf nur mehr 11.582 Sitzplätze. Es besteht jetzt aus vier Sitzplatztribünen, die alle seit 1997 entstanden. Eine davon hat nur einen temporären Charakter. Konferenz- und Veranstaltungsräume sind ebenso vorhanden, wie das Nachtlokal Blues Rock Café. Trotz der enormen Investitionen der letzten Jahre ins Priestfield, plant der Club die Errichtung eines neuen Stadions.
Von 1997 bis 1999 verbrachten die Brighton & Hove Albion übergangsweise zwei Spielzeiten im Stadion von Gillingham, da der Verein den Goldstone Ground aus finanziellen Gründen verkaufen musste.

## Tribünen

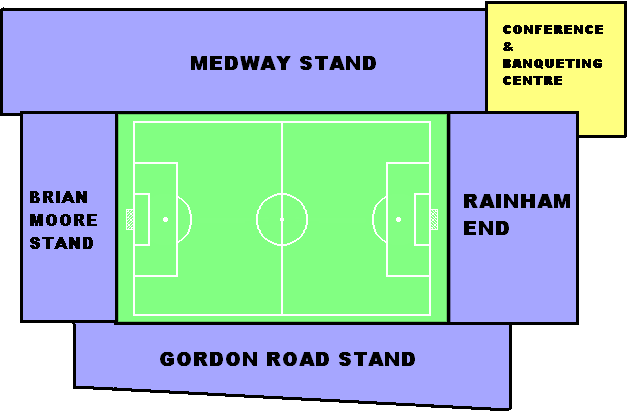
Stadionplan

- Medway Stand – Haupttribüne, Nord, überdacht
- Gordon Road Stand – Gegengerade, West, überdacht
- Brian Moore Stand – Hintertortribüne, Süd, unüberdacht, früher Gillingham End
- Rainham End – Hintertortribüne, Ost, überdacht

In der Nordostecke des Stadions liegt das Bankett- und Konferenzzentrum.